# Manuel Arias-Paz
Manuel Arias-Paz Guitián (La Coruña, 1899-Madrid, 1965) fue un ingeniero militar español, coronel del Ejército, autor de varios libros relacionados con la mecánica y la conducción del automóvil, siendo el más conocido el Manual de Automóviles ARIAS-PAZ, llamado también «La Biblia de la Mecánica».

## Biografía
Nació en La Coruña en 1899.
Desempeñó el cargo de delegado de Prensa y Propaganda en la zona franquista durante la guerra civil española, sustituyendo a Vicente Gay Forner en abril de 1937, siendo relevado de su puesto por orden verbal de Franco el 21 de noviembre de 1937. Arias-Paz, que no era originalmente falangista, provenía del ámbito de la CEDA, y había recibido cursos de periodismo de El Debate y colaborado en la Editorial Católica (por ejemplo, para el diario Ya).
Falleció en Madrid el 23 de junio de 1965.

## Manual de automoción
Su obra Manual de Automóviles ARIAS-PAZ, publicada en 1940, y que año tras año ha ido renovándose y actualizándose hasta hoy, con 56 ediciones (Edición de 2006). Ha sido calificada por ingenieros y docentes[¿quién?] como el mejor libro de mecánica descriptiva del mundo escrito en español, de lenguaje claro y coloquial, a pesar de tratarse de un tema técnico.
A la fácil lectura de esta obra, se une el acompañamiento de gráficos e imágenes, que para el año de su primera edición, significó una revolución editorial, y aún en la actualidad es el libro de texto recomendado para todos los que inician sus estudios de automoción.
La obra, en su primera edición, tiene la siguiente estructura:
- 1.ª parte: Funcionamiento del motor, elementos del motor, tipos de motores, engrase, refrigeración, carburación, elementos eléctricos, encendido, bujías...
- 2.ª parte: Embrague, cambio de velocidades, puente trasero, bastidor y suspensión, propulsión, frenos, ruedas y neumáticos, averías y soluciones.
- 3.ª parte: Uso del automóvil, engrase, limpieza, conducción, circulación, accidentes...

## Publicaciones
El autor es al mismo tiempo creador de otras obras, entre las que destacan:
- Motocicletas
- Tractores
- Cartilla de Circulación del Automóvil
- Automóviles Eléctricos
- Prontuario de Autos y Motos
- Gasógenos para Automóviles
- Cartilla de Automóviles (coautor)
- Apuntes de física automovilista (coautor)
- Notas sobre trazado de plazas y cruces de calles
- Apuntes de motores
- Motores de dos tiempos
- Selección y enseñanza de conductores
- Problemas de la circulación y accidentes